# Endorfiner
 Der er for få eller ingen kildehenvisninger i denne artikel, hvilket er et problem. Du kan hjælpe ved at angive troværdige kilder til de påstande, som fremføres i artiklen.

Endorfiner er primært smertedæmpende peptider med morfinagtig virkning, der blandt andet udløses i hjernen. Der findes også syntetiske endorfiner, bl.a. i chokolade. Endorfin produceres, ud over ved smerter, f.eks. ved hård træning, hårdt arbejde, succes, forelskelse, sex eller latter, og kan foruden den smertestillende effekt også give en følelse af lyst, succes og energi. 
Der kendes til over 20 forskellige typer endorfiner. Beta (β)-endorfin er mange gange kraftigere end morfin og spiller muligvis en rolle i blandt andet sukkersyge, cerebral aldring, stress og alkoholisme.
Eksempler på naturlige endorfiner:
- Enkefalin
- Dynorfin
- Neoendorfin